# Viktor Kruglov
Viktor Michajlovič Kruglov (in russo Виктор Михайлович Круглов?; Podol'sk, 19 gennaio 1955) è un ex calciatore sovietico dal 1991 russo, di ruolo difensore.

## Statistiche

### Cronologia presenze e reti in nazionale
| Cronologia completa delle presenze e delle reti in nazionale ― Unione Sovietica | Cronologia completa delle presenze e delle reti in nazionale ― Unione Sovietica | Cronologia completa delle presenze e delle reti in nazionale ― Unione Sovietica | Cronologia completa delle presenze e delle reti in nazionale ― Unione Sovietica | Cronologia completa delle presenze e delle reti in nazionale ― Unione Sovietica | Cronologia completa delle presenze e delle reti in nazionale ― Unione Sovietica | Cronologia completa delle presenze e delle reti in nazionale ― Unione Sovietica | Cronologia completa delle presenze e delle reti in nazionale ― Unione Sovietica |
| Data                                                                            | Città                                                                           | In casa                                                                         | Risultato                                                                       | Ospiti                                                                          | Competizione                                                                    | Reti                                                                            | Note                                                                            |
| ------------------------------------------------------------------------------- | ------------------------------------------------------------------------------- | ------------------------------------------------------------------------------- | ------------------------------------------------------------------------------- | ------------------------------------------------------------------------------- | ------------------------------------------------------------------------------- | ------------------------------------------------------------------------------- | ------------------------------------------------------------------------------- |
| 28/11/1976                                                                      | Buenos Aires                                                                    | Argentina                                                                       | 0 – 0                                                                           | Unione Sovietica                                                                | Amichevole                                                                      | -                                                                               |                                                                                 |
| 01/12/1976                                                                      | Rio de Janeiro                                                                  | Brasile                                                                         | 2 – 0                                                                           | Unione Sovietica                                                                | Amichevole                                                                      | -                                                                               |                                                                                 |
| 23/03/1977                                                                      | Belgrado                                                                        | Jugoslavia                                                                      | 2 – 4                                                                           | Unione Sovietica                                                                | Amichevole                                                                      | -                                                                               |                                                                                 |
| 30/04/1977                                                                      | Budapest                                                                        | Ungheria                                                                        | 2 – 1                                                                           | Unione Sovietica                                                                | Qual. Mondiali 1978                                                             | -                                                                               | 32’                                                                             |
| Totale                                                                          |                                                                                 | Presenze                                                                        | 4                                                                               |                                                                                 | Reti                                                                            | 0                                                                               |                                                                                 |